# Begum Om Habibeh Aga Khan
La Begum Om Habibeh Aga Khan (15 de febrero de 1906 - 1 de julio de 2000), nacida Yvonne Blanche Labrousse en la ciudad de Sète, Francia, fue la cuarta y última esposa de Sir Sultán Muhammad Shah, Aga Khan III. La pareja se casó trece meses después de que el Aga Khan y su tercera esposa, se divorciaran por mutuo consentimiento. La Begum fue bien conocida por su generosidad y la compasión por los empobrecidos y los ancianos.
Su primer nombre Yvonne era en muchas ocasiones escrito como Yvette.
Su fundación egipcia Om Habibeh, ha trabajado para aliviar la pobreza y mejorar la calidad de vida en el área de Asuán, Egipto y en su villa francesa Le Cannet estableció un asilo de ancianos. Estuvo particularmente interesada en cuestiones relacionadas con la mujer, las dotes artísticas, la escultura y también la música clásica, el ballet clásico y la ópera. La Begum murió en Le Cannet, a la edad de 94 años y fue sepultada en el mausoleo de su marido en Asuán.

## Primeros años
Yvette Labrousse fue la hija de un conductor de tranvía, Adrien Labrousse y de Marie Brouet, una costurera. Su familia se trasladó de Sète a Cannes y más tarde a Lyon, donde Yvette pasó la mayor parte de su infancia. En 1929, a la edad de veinticuatro años, fue coronada Miss Lyon y un año más tarde Miss Francia. Como reina de belleza y representante de Francia, realizó viajes a muchos países del mundo, de todos los lugares conocidos; sintió una particular fascinación por Egipto y a finales de los años 1930, se muda a El Cairo y adopta la fe islámica.

## Matrimonio
Yvette Labrousse conoció al Aga Khan III en Egipto y la pareja contrajo matrimonio el 9 de octubre de 1944 en Suiza. De acuerdo con una entrevista que  concedió a un periodista egipcio, su primer nombre era Yvonne, aunque siempre se refirieron a ella como Yvette en la mayoría de las referencias publicadas, trabajaba de secretaria del Aga Khan en el momento de su matrimonio. La nueva Begum asumió el nombre de Om Habibeh, «pequeña madre del amado» (como una de las mujeres del Profeta Mahoma). Su marido la apodaba cariñosamente «Yaky», acrónimo de las iniciales de «Yvonne», «Aga» y «Khan». La Begum diseñó su villa en Le Cannet, cerca de Cannes, llamándola «Yakymour», combinando su apodo «Yaky» y «amour». Tal como lo muestran estos detalles, se trató de una pareja  muy unida, dispensándose siempre un trato cariñoso.

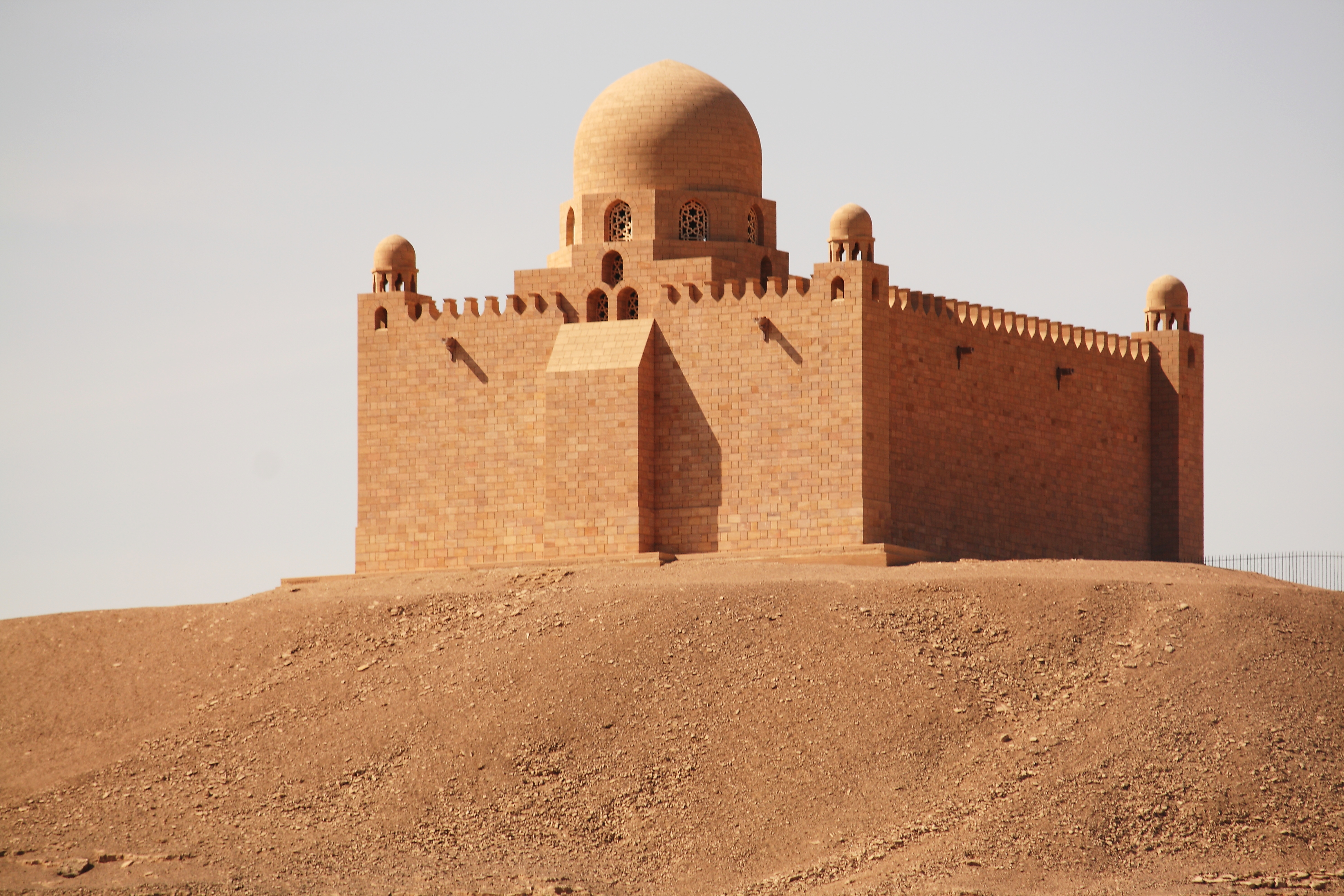
Mausoleo del Aga Khan en Asuán, Egipto.

En 1954 se le concede a Om Habibeh el título de Mata Salamat, que literalmente quiere decir la madre serena o pacífica.
Sobre su matrimonio con la Begum Om Habibeh, el Aga Khan escribió en sus memorias, «solo puedo decir que un matrimonio absolutamente feliz es aquel en el cual hay una unión auténtica y completa, y además entendimiento en el plano espiritual, mental, y emocional, y el nuestro es tal.»”
Poco antes de su muerte, el Aga Khan escogió una ubicación sobre la ribera occidental de Nilo, como  lugar para su último descanso. La ubicación era sumamente simbólica, siglos antes los antepasados del Aga Khan, habían fundado la dinastía Fatimí, con capital en El Cairo. El fatimí representó uno de los momentos cumbre de la cultura musulmana, en las artes, la arquitectura, la literatura, el pluralismo y los esfuerzos científicos, campos que eran igualmente apreciados por el Aga Khan III y Om Habibeh. Inmediatamente después de la muerte de su marido, ella supervisó la construcción del Mausoleo del Aga Khan, tarea que duró 16 meses, con la ayuda del arquitecto Farid El-Shafie y el contratista Hassan Dorra.

## Viudez
Cuando fallece el Aga Khan III, en su testamento designa a su nieto Karim como su heredero, concediéndole el título de Aga Khan IV, también indicó que era su voluntad que la Begum Om Habibeh le ofreciera su sabio consejo, durante los primeros siete años del imanato. El Aga Khan III señaló también en su testamento, que a la Begum le habían sido familiares por muchos años, las cuestiones relacionadas con sus seguidores y que él tenía confianza en su sabio juicio. Después del fallecimiento de su marido, la Begum vivió predominantemente en Asuán y Le Cannet, pero también ocasionalmente en Ginebra y París.

## Fundación Om Habibeh
En 1991, la Begum estableció la Fundación Om Habibeh, una organización sin fines de lucro que ha contribuido a mejorar las instalaciones educativas y de salud en Asuán. La fundación instaló un centro de diálisis renal en el hospital local, así como la fundación de varias escuelas. En Le Cannet se estableció un asilo de ancianos. En 1999, el alcalde de Le Cannet Rocheville, desveló una estatua de bronce en su honor, en el Jardin des Oliviers.

## El legado de la rosa roja
La Begum Om Habibeh es recordada a menudo como «la Rosa Roja», debido a su diario ritual de colocar una rosa roja en la solapa de su marido en vida, y después de muerto sobre su tumba, durante el tiempo que pasaba en Egipto. Cuando estaba lejos, pedía al jardinero continuar con el ritual. Su relación con el Aga Khan III, es ampliamente recordada como una gran historia de amor, ha sido llamada como legendaria y como un romance de cuento.

## Distinciones honoríficas
- Dama de Primera Clase de la Orden de las Pléyades (Imperio de Irán).[13][14]
- Medalla Conmemorativa del 2.500 Aniversario del Imperio de Irán (Imperio de Irán).[13][14]